# Taavi Tamminen

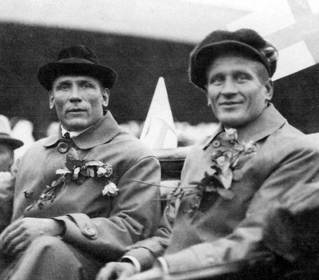
Taavi N. Tamminen (rechts) mit Emil Väre (links), finnischer Ringer, bei den Olympischen Sommerspielen 1920 in Belgien

Taavi Nikolai Tamminen (* 10. März 1889 in Uurainen; † 19. Januar 1967 in Helsinki) war ein finnischer Ringer.
Taavi Tamminen rang für den Verein Joensuu Kataja aus dem ostfinnischen Joensuu. Bei den Olympischen Sommerspielen 1920 in Antwerpen holte er sich im griechisch-römischen Stil im Leichtgewicht die Silbermedaille, hinter seinem Landsmann Eemeli Väre. Im November 1921 nahm er bei den Weltmeisterschaften im eigenen Land teil. In Helsinki wurde er im Mittelgewicht bis 75 kg vor Volmari Vikström, Edvard Vesterlund und Eemil Juvonen, die alle aus Finnland stammten, erster. Bei finnischen Meisterschaften wurde er 1922 erster vor Eetu Huupponen und Kalle Vesterlund, 1913 war er in Kotka 2. hinter Tatu Kolehmainen geworden.